# Una jirafa
Una jirafa (Une girafe) es el nombre con el que se conoce el proyecto artístico que Luis Buñuel preparó en Francia en 1933 durante su estancia en el grupo surrealista, para una fiesta celebrada por los vizcondes de Noailles. Tras acabar la fiesta la jirafa desapareció, con lo que sólo se poseen los escritos que dejó Buñuel y que fueron publicados en la revista Le Surréalisme au Service de la Révolution.
El proyecto, encargado a Buñuel por André Breton para la revista Le Surréalisme au Service de la Révolution, consistía en una jirafa de madera de tamaño natural diseñada por Alberto Giacometti. Cada mancha de la jirafa (en total 20), podía abrirse por medio de una bisagra. El espectador debía abrir estas manchas donde se hallaban una serie de juegos con los que debía entretenerse.
El texto de lo que debía suceder en cada mancha al abrirse ha sido reproducido en las publicaciones de la obra literaria de Buñuel